# Reuter Agence Service
Le Reuter Agence Service est un outil créée par l'agence de presse britannique Reuters en 1911 pour diffuser dans le monde entier sa production, qui est devenu en 1914 un service de nouvelles favorables au gouvernement britannique, dans le sillage de l'Imperial News Service destiné lui aux pays du Commonwealth.

## Histoire
En 1911, Reuters a passé un accord secret avec le gouvernement d'Herbert Asquith afin d'amplifier la diffusion de l'Imperial News Service vers les pays du Commonwealth, en échange de subventions discrètes. Trois ans plus tard, le Ministère de l'Intérieur britannique a créé, en septembre 1914, le "Comité pour la Presse neutre", appelé à s'intéresser à la transmission de nouvelles à l'étranger par le câble et la radio vers les "pays neutres et alliés" et plus seulement les pays du Commonwealth, dans une allusion à la Première Guerre mondiale. Le Reuter Agence Service est alors concerné au premier chef.
Le Foreign Office a ensuite, à son tour, mis en place une section information qui avait pour mission d'établir des transmissions quotidiennes à ses représentants d'outre-mer afin de propagande dans la presse étrangère. Ces activités sont revenues en février 1917 à un sous-ministère de l'information confié à John Buchan, puis au Ministère de l'information britannique créé en mars 1918.

## Chronologie
- 1894 : fin des accords entre des journaux canadiens et l'United Press (association)
- 1895 : premier accord entre Reuters et l'Australian Press Association
- 1895 : Reuters s'illustre lors du Siège de Mafeking pendant la guerre des Boers
- 1895 : Central News discréditée par un manque de neutralité et de fiabilité dans le conflit du Soudan
- 1898 : la « Publisher Press Association » , rivale de l'Associated Press, créé à New York
- 1900 : l'Arrêt Inter Ocean Publishing contre Associated Press affaiblit cette dernière
- 1902 : l'alliance entre agences de presse de 1902 bouscule le Traité quadripartite des agences de presse
- 1903 : création de la Canadian Associated Press avec une subvention de 6 000 dollars par an
- 1906 : Reuters se lance à l'assaut du marché canadien et veut créer une banque
- 1907 : fondation de la United Press, rivale de l'Associated Press américaine
- 1908 : le gouvernement canadien cesse sa subvention à la Canadian Associated Press
- 1909 : création d'une Canadian Associated Press nouvelle formule
- 1909 : création de la Mention Tractatus, reconnue officiellement par les grandes agences
- 1909 : fondation de l'International News Service rivale de l'Associated Press américaine
- 1910 : la Canadian Pacific Railway Telegraph cesse de distribuer la Canadian Associated Press
- 1910 : Reuters lance l"Imperial News Service"
- 1910 : Reuters lance le "Reuter Agence Service"
- 1910 : débuts du Scandale Marconi, impliquant le gouvernement d'Herbert Asquith
- 1911 : création à Londres du United Service australien
- 1912 : le Scandale Marconi s'étend à Wall Street
- 1913 : Reuters créé la British Commercial Bank
- 1913 : Horatio Herbert Kitchener devient ministre de la guerre
- 1914 : l'Afrique du Sud rapporte un bénéfice annuel de 8 000 sterling à Reuters
- septembre 1914: le Ministère de l'Intérieur britannique créé le "Comité pour la Presse neutre"
- avril 1915 : suicide d'Herbert de Reuter
- 1915 : le United Service négocie avec Reuters, contre l'Australian Press Association
- 1916 : la Compagnie Marconi candidate au rachat de Reuters
- 1916 : Mark F. Napier réussit le rachat de Reuters avec l'aide du gouvernement britannique
- janvier 1917 : un sous-ministère de l'information créé au sein du Foreign Office, au moment de l'entrée en guerre des États-Unis
- 1917 : second des deux référendum australiens sur la conscription
- mars 1918 : création du Ministère de l'information britannique
- juillet 1918 : auditions au parlement britannique sur les subventions à Reuters